# Stenmyrtjärnen (Vilhelmina socken, Lappland)
Stenmyrtjärnen är en sjö i Vilhelmina kommun i Lappland och ingår i Ångermanälvens huvudavrinningsområde.